# Accord de Limites (1926)
L'Accord de Limites de 1926 (en espagnol : Acuerdo de Límites) est un traité frontalier signé par le Portugal et l'Espagne le 29 juin 1926 à Lisbonne (Portugal). Il délimite l'actuelle frontière entre les deux pays.

## Histoire
Auparavant, le Traité de Lisbonne de 1864 avait déjà clarifié la frontière entre les deux pays ibériques, mais il n'était pas suffisamment précis à certains endroits, ce nouveau traité bilatéral vient donc le compléter. 
Cet accord a pour objectif de clarifier les possessions territoriales des deux pays, notamment en délimitant la frontière depuis le confluent de la Ribeira de Cuncos avec le Guadiana, juste au sud d'Olivence, jusqu'à l'estuaire du Guadiana, à l'extrême sud. 
Cependant, la frontière depuis le confluent de la rivière Caia jusqu'au confluent de la Ribeira de Cuncos n'est pas délimitée et le reste aujourd'hui. Le Portugal ne reconnaissant pas la souveraineté espagnole sur le territoire d'Olivence, le fleuve Guadiana est, de facto, la séparation entre les deux pays . 